# Zlobivá
Die Zlobivá (deutsch Martaspitze, ungarisch Márta-csúcs, polnisch Żłobisty Szczyt) ist ein 2426 m n.m. hoher Berg im slowakischen Teil der Hohen Tatra.
Der Berg befindet sich am Hauptkamm der Hohen Tatra, zwischen der nordwestlich gelegenen Scharte Vyšná Zlobná štrbina (Obere Abgrundscharte), die ihn vom Berg Rumanov štít (Ruman-Spitze) trennt, und der südöstlichen Scharte Nižná zlobná štrbina (Untere Abgrundscharte) mit dem nächsten Berg Západný Železný štít (Westliche Eisernetorspitze). Neben dem Hauptgipfel auf der Nordwestseite, der manchmal als Veľká Zlobivá bezeichnet wird, gibt es zwei Nebengipfel: der mittlere (2421 m n.m.) heißt Wachterova veža (Wachter-Turm) und der südöstliche (ca. 2420 m n.m.) wird manchmal Zlobná kopa (Abgrundkoppe) genannt. Im Westen grenzt die Zlobivá an das Tal Rumanova dolinka als Teil des Tals Zlomiská, im Osten an das Tal Kačacia dolina im Talsystem der Bielovodská dolina.
Der Name Zlobivá ist vom goralischen Begriff żłoby/žloby abgeleitet worden und bezeichnet die charakteristischen Rinnen von der Seite des Tals Kačacia dolina heraus, die pars pro toto auf die Bezeichnung des ganzen Bergs übertragen wurden. Durch ein Missverständnis schlug in den 1950er Jahren das sprachwissenschaftliche Institut der Slowakischen Akademie der Wissenschaften vor, den Berg Hnevlivá zu benennen, um das vermeintlich tschechische Herkunftswort zloba (slowakisch hnev, deutsch Ärger) zu entfernen.
Der ungarische Mathematiker Károly Jordan und französische Alpinistin Marthe Lavallé sind die ersten bekannten Besteiger der Zlobivá und erreichten den Hauptgipfel am 29. Juli 1899. Am südöstlichen Nebengipfel fanden sie eine Visitenkarte, aus der sich lediglich der Name Károly dechiffrieren ließ. Nach dieser historischen Besteigung erhielt der Berg den Namen Martaspitze (deutsch) beziehungsweise Márta-csúcs (ungarisch), auch im Slowakischen hieß die Zlobivá gelegentlich bis in die Zwischenkriegszeit entsprechend Martin štít oder Štít Marty. Den mittleren Gipfel erreichte als erster der ungarische Bergsteiger Jenő Wachter am 5. August 1907, der nur drei Tage später am Žabí kôň tödlich verunglückte. Die Polen Zygmunt Klemensiewicz und Jerzy Maślanka erreichten am 9. April 1909 als erste den Hauptgipfel unter winterlichen Bedingungen. Die sehr schwierige Nordostwand wurde am 22. August 1911 durch ungarische Brüder Gyula und Roman Komarnicki zusammen mit dem Krakauer Arzt Władysław Kulczyński und dem polnischen Bergsteiger Mieczysław Świerz bezwungen.
Die Zlobivá liegt abseits der offiziellen Wanderwege, ist jedoch für Mitglieder alpiner Vereine oder mit einem Bergführer z. B. durch einen Pfad von der Berghütte Chata pri Popradskom plese durch das Tal Zlomiská erreichbar. Von Interesse für Kletterer sind vor allem die 200 m hohe Südwestwand und die 400 m hohe Nordostwand.